# Moselle Open 2013 - Qualificazioni singolare
Le qualificazioni del singolare del Moselle Open 2013 sono state un torneo di tennis preliminare per accedere alla fase finale della manifestazione. I vincitori dell'ultimo turno sono entrati di diritto nel tabellone principale. In caso di ritiro di uno o più giocatori aventi diritto a questi sono subentrati i lucky loser, ossia i giocatori che hanno perso nell'ultimo turno ma che avevano una classifica più alta rispetto agli altri partecipanti che avevano comunque perso nel turno finale.

## Teste di serie
1. Marc Gicquel (qualificato)
2. Miša Zverev (qualificato)
3. Michael Berrer (ultimo turno, lucky loser)
4. Pierre-Hugues Herbert (qualificato)

1. Márton Fucsovics (qualificato)
2. Karol Beck (secondo turno)
3. Vincent Millot (ultimo turno)
4. Nicolas Renavand (secondo turno)

## Qualificati
1. Marc Gicquel
2. Miša Zverev

1. Márton Fucsovics
2. Pierre-Hugues Herbert

### Lucky loser
1. Michael Berrer

## Tabellone qualificazioni

### 1ª sezione
|  | Primo turno | Primo turno    | Primo turno    | Primo turno    | Primo turno |  |  | Secondo turno | Secondo turno    | Secondo turno    | Secondo turno | Secondo turno |   |   | Ultimo turno | Ultimo turno | Ultimo turno | Ultimo turno | Ultimo turno |  |
|  |             |                |                |                |             |  |  |               |                  |                  |               |               |   |   |              |              |              |              |              |  |
|  |             |                |                |                |             |  |  |               |                  |                  |               |               |   |   |              |              |              |              |              |  |
|  |             |                |                |                |             |  |  | 1             | Marc Gicquel     | 3                | 6             | 7             |   |   |              |              |              |              |              |  |
|  | Pascal Meis | Pascal Meis    | Pascal Meis    | 5              | 0           |  |  |               | Ivo Minář        | 6                | 4             | 5             |   |   |              |              |              |              |              |  |
|  | Ivo Minář   | Ivo Minář      | Ivo Minář      | 7              | 6           |  |  |               |                  |                  |               |               |   |   | 1            | Marc Gicquel | Marc Gicquel | 6            | 6            |  |
|  |             | Simon Stadler  | Simon Stadler  | Simon Stadler  | w/o         |  |  |               |                  |                  | Simon Stadler | Simon Stadler | 3 | 4 |              |              |              |              |              |  |
|  | WC          | Emmanuel Greff | Emmanuel Greff | Emmanuel Greff |             |  |  |               | Simon Stadler    | Simon Stadler    | 6             | 6             |   |   |              |              |              |              |              |  |
|  |             |                |                |                |             |  |  | 8             | Nicolas Renavand | Nicolas Renavand | 1             | 4             |   |   |              |              |              |              |              |  |
|  |             |                |                |                |             |  |  |               |                  |                  |               |               |   |   |              |              |              |              |              |  |

### 2ª sezione
|  | Primo turno | Primo turno    | Primo turno    | Primo turno | Primo turno |  |  | Ultimo turno | Ultimo turno   | Ultimo turno | Ultimo turno | Ultimo turno |  |
|  |             |                |                |             |             |  |  |              |                |              |              |              |  |
|  | 2           | Miša Zverev    | 7              | 3           | 6           |  |  |              |                |              |              |              |  |
|  |             | Filip Veger    | 5              | 6           | 1           |  |  | 2            | Miša Zverev    | 6            | 6(1)         | 6            |  |
|  | WC          | Sascha Meis    | Sascha Meis    | 1           | 0           |  |  | 7            | Vincent Millot | 3            | 7            | 4            |  |
|  | 7           | Vincent Millot | Vincent Millot | 6           | 6           |  |  |              |                |              |              |              |  |

### 3ª sezione
|  | Primo turno     | Primo turno     | Primo turno     | Primo turno | Primo turno |  |  | Secondo turno | Secondo turno    | Secondo turno   | Secondo turno    | Secondo turno    |   |   | Ultimo turno | Ultimo turno   | Ultimo turno   | Ultimo turno | Ultimo turno |  |
|  |                 |                 |                 |             |             |  |  |               |                  |                 |                  |                  |   |   |              |                |                |              |              |  |
|  |                 |                 |                 |             |             |  |  |               |                  |                 |                  |                  |   |   |              |                |                |              |              |  |
|  |                 |                 |                 |             |             |  |  | 3             | Michael Berrer   | Michael Berrer  | 6                | 7                |   |   |              |                |                |              |              |  |
|  | Paul Hanley     | Paul Hanley     | Paul Hanley     | 4           | 4           |  |  |               | Nicholas Monroe  | Nicholas Monroe | 3                | 63               |   |   |              |                |                |              |              |  |
|  | Nicholas Monroe | Nicholas Monroe | Nicholas Monroe | 6           | 6           |  |  |               |                  |                 |                  |                  |   |   | 3            | Michael Berrer | Michael Berrer | 1            | 6(1)         |  |
|  | Christopher Kas | Christopher Kas | Christopher Kas | 3           | 2           |  |  |               |                  | 5               | Márton Fucsovics | Márton Fucsovics | 6 | 7 |              |                |                |              |              |  |
|  | Yann Marti      | Yann Marti      | Yann Marti      | 6           | 6           |  |  |               | Yann Marti       | 7               | 5                | 4                |   |   |              |                |                |              |              |  |
|  |                 |                 |                 |             |             |  |  | 5             | Márton Fucsovics | 63              | 7                | 6                |   |   |              |                |                |              |              |  |
|  |                 |                 |                 |             |             |  |  |               |                  |                 |                  |                  |   |   |              |                |                |              |              |  |

### 4ª sezione
|  | Primo turno       | Primo turno       | Primo turno       | Primo turno | Primo turno |  |  | Secondo turno | Secondo turno         | Secondo turno    | Secondo turno    | Secondo turno |   |   | Ultimo turno | Ultimo turno          | Ultimo turno | Ultimo turno | Ultimo turno |  |
|  |                   |                   |                   |             |             |  |  |               |                       |                  |                  |               |   |   |              |                       |              |              |              |  |
|  |                   |                   |                   |             |             |  |  |               |                       |                  |                  |               |   |   |              |                       |              |              |              |  |
|  |                   |                   |                   |             |             |  |  | 4             | Pierre-Hugues Herbert | 4                | 7                | 6             |   |   |              |                       |              |              |              |  |
|  | WC                | Hugo Perrin       | Hugo Perrin       | 2           | 4           |  |  | WC            | André Sá              | 6                | 64               | 1             |   |   |              |                       |              |              |              |  |
|  | WC                | André Sá          | André Sá          | 6           | 6           |  |  |               |                       |                  |                  |               |   |   | 4            | Pierre-Hugues Herbert | 2            | 6            | 6            |  |
|  | Marcelo Demoliner | Marcelo Demoliner | Marcelo Demoliner | 2           | 4           |  |  |               |                       |                  | Alexander Zverev | 6             | 4 | 3 |              |                       |              |              |              |  |
|  | Alexander Zverev  | Alexander Zverev  | Alexander Zverev  | 6           | 6           |  |  |               | Alexander Zverev      | Alexander Zverev | 6                | 7             |   |   |              |                       |              |              |              |  |
|  |                   |                   |                   |             |             |  |  | 6             | Karol Beck            | Karol Beck       | 3                | 62            |   |   |              |                       |              |              |              |  |
|  |                   |                   |                   |             |             |  |  |               |                       |                  |                  |               |   |   |              |                       |              |              |              |  |